# 시드 유디
시드니 레이몬드 유디(Sidney Raymond Eudy, 1960년 7월 4일~2024년 8월 26일)는 미국 아칸소주 웨스트멤피스의 프로레슬링선수다. 1987년 프로레슬링 입문을 했다. 키는 206 cm 몸무게는 132 kg으로 주로 피니쉬는 초크슬램, 하이앵글파워밤(릴리즈 파워밤), 암 트랩 크로스페이스를 세가지 사용을 한다. 그는 WWE와 WCW에서 사이코 시드(Sycho Sid), 시드 비셔스(Sid Vicious), 시드 저스티스(Sid Justice)라는 다양한 링네임을 사용하였다. 2012년 6월 25일 10년만에 WWE RAW 히스 슬레이터 상대하면서 특별복귀를 했다. 이날은정식복귀가아닌 특별게스트로 복귀한 것이다

## 수상
- AWF 슈퍼 헤비웨이트 챔피언 1회
- CWA 헤비웨이트 챔피언 1회
- NWA 노스이스트 헤비웨이트 챔피언 1회
- NWA 사우스이스턴 헤비웨이트 챔피언(북부 디비전) 1회
- NWA 사우스이스턴 태그팀 챔피언 1회 - 쉐인 더글라스(1회)
- USWA 텍사스 헤비웨이트 챔피언 1회
- USWA 통합 월드 헤비웨이트 챔피언 2회
- WWE 챔피언 2회
- WCW 월드 헤비웨이트 챔피언 2회
- WCW 유나이티드 스테이츠 챔피언 1회